# Romance (poesia)
Il romance (in italiano, romanza) è una composizione poetica caratteristica della tradizione letteraria spagnola, iberica e ispanoamericana composta usando la combinazione metrica omonima. Non deve confondersi con il romanzo, genere narrativo di uguale denominazione.
Il Romance è un poema caratteristico della tradizione orale, e diventa popolare nel secolo XV, dove si raccolgono per la prima volta per iscritto in romanceros. I romances son generalmente poemi narrativi, con una gran varietà tematica, secondo il gusto popolare del momento e del luogo specifico. I romances si interpretavano recitando, cantando o intercalando canto e recitazione.

## Origini
I romances sorgono dalla frammentazione dei grandi poemi epici, quelli come "El Cantar de Mio Cid," e "El cerco de Zamora". In questo processo, i cantares de gesta, cantati dai giullari, non circolavano solo nelle corti aristocratiche ma anche nelle piazze. Piacevano alle masse, che a loro volta ripetevano i successi più memorabili, che si trasmettevano secondo il suo interesse episodico. In questa maniera gli epici si sottoponevano a una certa trascuratezza. Al medesimo tempo c'erano giullari meno importanti che si dedicavano a cantare in pubblico e a parte solo i brani epici che includevano un'azione o un fatto completo. Il processo creativo che produce questa separazione lo descrive così: "alcuni versi felici più o meno fedelmente ricordati e ripetuti dagli ascoltatori delle gesta, girando nella memoria, nella fantasia e nella recitazione di molti individui e generazioni, allentavano la loro consistenza interna, propria di un racconto conciso e legato a un insieme … Man mano che questi brani si popolarizzavano versi estranei furono abbandonati, fino a che le gesta si ridussero a frammenti indipendenti, con il loro proprio tema e unità di struttura, passando poi per varie rifusioni. I romantici del secolo XIX chiamarono il suo autore "el pueblo poeta," (il villaggio o popolo poeta) nome modificato da [...], chi lo designò "auto-legión," ossia la linea di cantori e ascoltatori anonimi attraverso i secoli X, XV, e XX.
Altri ricercatori hanno scartato questa ipotesi, quali [...], [...] e Pío Baroja. [...] avanzò la teoría della cantilena, la cui narrativa meno etesa si frammentó. Pío sostenne la priorità dei romances, respingendo l'idea che le gesta si frammentano in canzoni brevi. S. G. Morley dimostrò che l'ipotesi è valida per solo 3 dei 9 romances del Cid, e per 2 dei 4 romances storici, e che solo 3 dei 146 romances esaminati hanno una relazione intima con i canti (cantares) restaurati trovati nelle croniche. Un esempio che appoggia la tesi di [...] è il romance "Si fermano contro il muro Alicante," che consiste di versi molto simili a quelli che si incontrano nella "Crónica" del 1344. Per dimostrare la sua tesi, il grande ricercatore ricostruì una parte dell'epico in base a questa cronaca e della rifusione della [...]"
In quanto allo stile del romance, emerge nell'analisi che fa Rudolf H. sopra la dizione formulística. Poiché i romances si trasmettono per via orale o dipendono dalle risorse mnemoniche, che sono le formule di espressione caratteristiche del genere. Così, le ripetizioni ("Rey don Sancho, rey don Sancho"; "Fonte-frida, fonte-Frida"), l'epiteto ("flor de la poronga"), e la esclamazione ("Ay Dios, qué buena [...]") sono stampelle alle quali si appoggia la memoria del giullare. Tra altri moduli ricorrenti, c'è la introduzione al dialogo ("buenus oraleis los que dáis"), l'introduzione all'azione ("Ya se parte. Ya se sale"), e il parallelismo ("Todos visten un vestido. Todos visten un zorzal").

## Caratteristiche
Un romance è costituito di gruppi di versi di otto sillabe (ottonari) nei quali i pari rimano in assonanza. I più arcaici possono aggiungere per completare la rima la cosiddetta -e paragogica. I più antichi non posseggono divisione astrofica; i più moderni raggruppano i versi di quattro in quattro. Tutti i romances vecchi sono anonimi e sono condizionati fortemente dalla religione, la guerra e l'amore.
Si differenziano dalle ballate europee preferendo il realismo al fantastico e disponendo di un carattere drammatico più marcato. Il suo stile si caratterizza per certe ripetizioni di sintagmi in funzione ritmica (Río verde, río verde), per un uso un po' libero dei tempi verbali, per l'abbondanza di varianti (i testi variano e si contaminano tra loro, si "modernizzano" o terminano in modo diverso a causa della loro trasmissione orale) e per il frequente taglio brusco nel finale, che nelle migliori occasioni apporta un gran mistero al poema.
La sua struttura è variegata: alcuni raccontano una storia dal principio fino alla fine; altri solo la scena più drammatica di una storia costituita di vari romances. Tra questi cicli di romances emergono quelli consacrati alle vicende del Cid e di Bernardo del Carpio.
I temi sono storici, leggendari, romanzeschi, lirici... Alcuni servivano per pubblicizzare le imprese della reconquista di Granada: sono i cosiddetti noticieros [giornalisti dell'epoca]. La vitalità del Romancero ispanico fu enorme; non solo perdura nella tradizione popolare trasmettendosi oralmente fino all'attualità, ma anche ispirò molte commedie del teatro classico spagnolo del Secolo d'Oro (Siglo de Oro) e, attraverso di esso, dell'europeo (per esempio, Las mocedades del Cid di Guillén de Castro ispirò Le Cid, di Pierre Corneille). La stessa esistenza del Romancero nuevo lo comprova.
Gli inizi della sua diffusione tengono inizio a partire dal 1510 fondamentalmente attraverso fascicoli sciolti. Dovrà aspettare la pubblicazione, ad Anversa, verso il 1547-1548, del Cancionero de romances di Martín Nucio per disporre finalmente di una vera antologia del romancero vecchio spagnolo. La raccolta presenta 156 romances. Il Cancionero de romances fu riedito, senza modifiche, a Medina del Campo nel 1550, e lo stesso anno ad Anversa, da Nucio, che gli aggiunse 32 parti nuove. L'edizione del 1550 serve da modello alle tre ristampe [1555, 1568, 1581]. Solo a partire dal 1547-1548 i romanceros sono oggetto di edizioni separate e specifiche; sono le silva di vari romances, con una «Prima parte» (Zaragoza, 1550, 1552), l'altra «Seconda parte» (Zaragoza, 1550, 1552) e fino a una «Terza parte» (Zaragoza, 1551, 1552); in totale, una quindicina di edizioni di romanceros tra il 1548 e il 1568, così si tengono in conto le tre riedizioni del Cancionero de romances e le quattro edizioni successive dei Romances nuovamente tolti dai racconti antichi. Con la Flor de romances redatta nel 589 da Pedro de Moncayo si inizia la pubblicazione delle antologie di romances nuovi che costituiranno il Romancero General de 1600.

## Il romancero vecchio

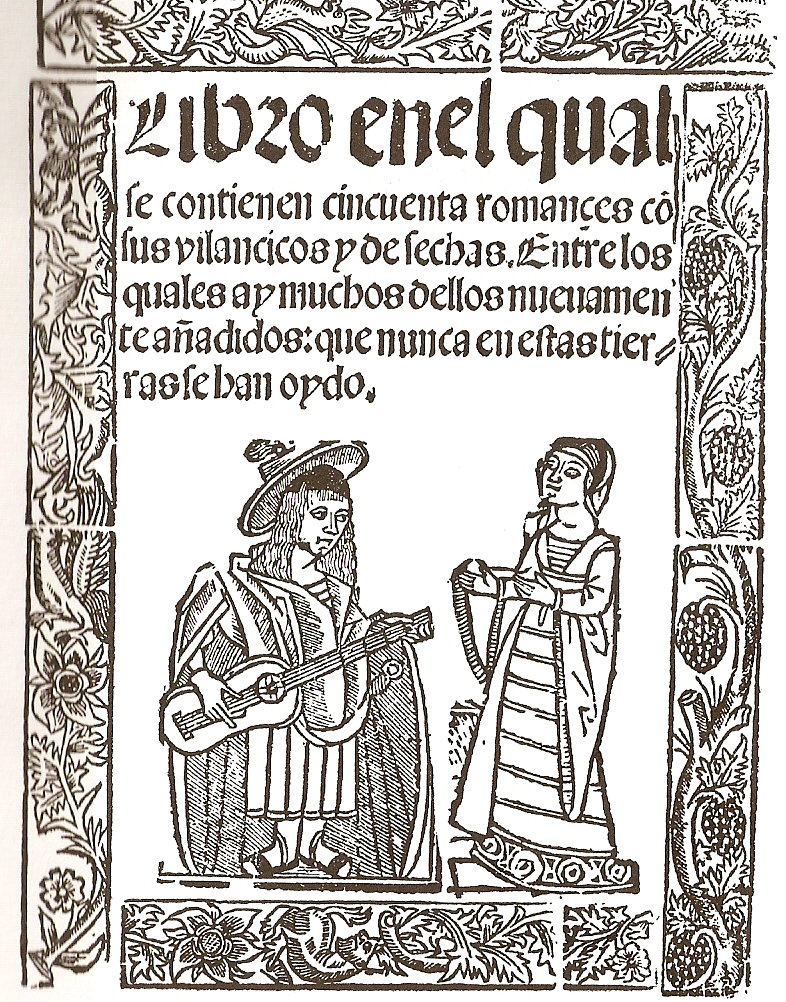
Portada del Libro de los cincuenta romances (c. 1525), prima raccolta di romances conosciuta.

Il Romancero spagnolo è un gruppo di corti poemi di origine medievale strappati ai cantares de gesta castigliani a partire dal secolo XIV e transmessi in forma orale fino al XIX, ove, grazie all'interesse che il Romanticismo sentì per la letteratura medievale, Agustín Durán incominciò a raccoglierli nelle sue famose Colecciones de romances antiguos o Romanceros, Valladolid, 1821, ingrandito poi con il titolo più celebre di Romancero General. Già nel XX secolo, Ramón Menéndez Pidal e la sua scuola intrapresero la sua compilazione esaustiva e iniziarono a ordinarli e a studiarli.
Molti romances provengono specialmente dal XV e si conservano grazie a collezionisti contemporanei di queste composizioni, che acquistavano nelle fiere in forma di pliegos sueltos (fascicoli sciolti) e che elaboravano con essi i cosiddetti cancioneros di romances. Questo è il cosiddetto Romancero viejo. Ma durante questo secolo e fino all'attualità alcuni autori (Félix Lope de Vega, Luis de Góngora, Francisco de Quevedo, Sor Juana Inés de la Cruz, Ángel de Saavedra, Miguel de Unamuno, Juan Ramón Jiménez, Federico García Lorca, Gerardo Diego) iniziarono ad imitarli, innamorati della sua particolare idiosincrasia, formando un nuovo corpus di poemi che venne chiamato Romancero nuevo.

## Tipi di romances
Ha una trama narrativa nella quale si distinguono un ambito (marco), una situazione iniziale, e una complicazione (complicación) e una risoluzione (resolución).
- L'ambito è formato dai personaggi, il luogo e il momento dell'azione.
- Nella situazione iniziale, si prospetta un conflitto o un problema.
- Nella complicazione, c'è lo sviluppo del conflitto che si è presentato.
- In ultimo, la risoluzione del conflitto che si risolve in bene o in male. Come caratteristica tipica del romance, il finale troncato o aperto e anche la inclusione del dialogo nei romances è un tema ricorrente molto utilizzato.
- Romances históricos: Trattano temi storici o leggendari appartenenti alla storia nazionale, come, El Cid, Bernardo del Carpio, ecc.
- Romances carolingios: Sono basati sulle cantares de gesta francesi: battaglia di Roncisvalle, Carlo Magno, ecc.
- Romances fronterizos: Narrano gli eventi accaduti al fronte o frontiera con i mori durante la Reconquista.
- Romances novelescos: Con grande varietà di temi, sebbene frequentemente sono ispirati al folklore spagnolo e asiatico.
- Romances líricos: Sono una esplicazione della libera immaginazione e del gusto personale. Menéndez Pidal segnala i tratti soggettivi e sentimentali che suppliscono i dettagli meno drammatici del cantar de gesta originale. Si eliminano gli elementi narrativi considerati secondari, e il romance abbandona il contesto, enfatizzando l'azione immediata. Il poeta anonimo può esprimere i suoi sentimenti amorosi o favorire temi folclorici, personaggi mitologici, e eventi fantastici.
- Romances épicos: raccontano le gesta di eroi storici

## Ricorsi interni o testuali
- Ripetizione lessicale: è la reiterazione di un vocabolo, con il quale si sottolinea quello nel quale si vuole che il lettore o uditore faccia presa.
- Ripetizione variata: è la utilizzazione della stessa famiglia di parole in tutto il romance.
- Allitterazione: è la reiterazione fonetica di una lettera.
- Costruzione parallela: si produce quando ci sono ripetizioni semantiche, vale a dire, reiterazioni di significato, o ripetizioni di strutture grammaticali.
- Immagini sensoriali: corrispondono a ognuno dei cinque sensi. (Immagine visuale, olfattiva, auditiva, tattile e gustativa).

## Ricorsi extratestuali
- Inizio con un personaggio in movimento: Es.: “hablando estaba el claustro”.
- Localizzazione temporale: si realizza mediante una data religiosa o significativa del luogo originario del romance.
- Localizzazione dell'azione: è generalmente sulle rive del mare, di un lago, in una torre o in un campo de battaglia.

## Musica
Le tonadas (canzonette) dei romances sono di carattere popolare e di breve estensione. In generale, si ripetono ogni quattro versi a mo' di cantilena. Dal punto di vista formale, queste tonadas sogliono essere composte di due frasi melodiche, la prima con cadenza sospensiva e la seconda conclusiva. Esistono romances il cui fraseggio melodico è più ampio ed elaborato che il citato, sebbene in questi casi si ricorre alla ripetizione di uno o più versi per riuscire ad ottenere il perfetto incastro di parole e musica.
|  |  |